# Phố cổ (München)

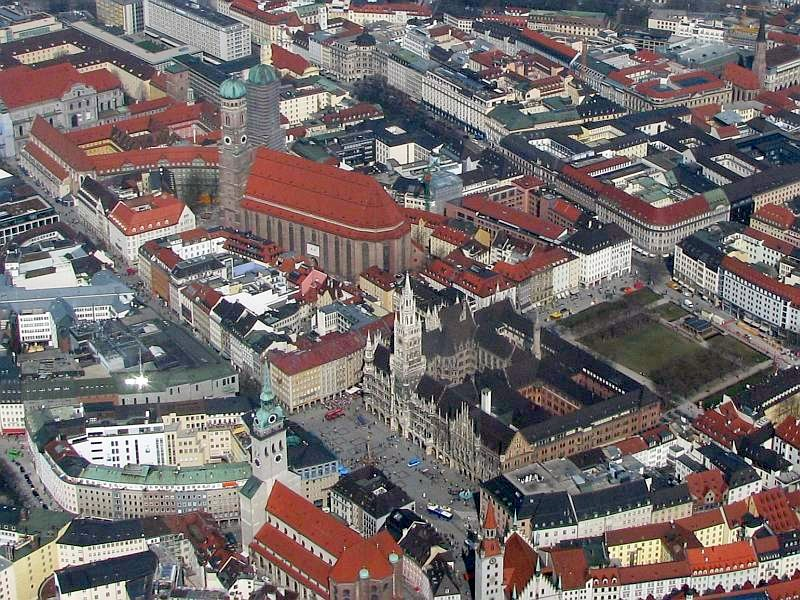
Trung tâm Phố cổ với Marienplatz, tòa thị chính mới và cũ, nhà thờ St. Peter và Frauenkirche

Phố cổ München là khu vực lâu đời nhất của thủ đô bang Bayern. Nó cùng với khu vực Lehel lập thành quận 1 Altstadt-Lehel. Toàn cả khu vực được ghi vào danh sách di sản kiến trúc  cũng như di sản đất đai (di sản khảo cổ) của tiểu bang.

## Vị trí
Khu vực Phố cổ của München tương đương với phần đất trung tâm lịch sử phố München, có từ thời Trung cổ cho tới thế kỷ 18 mà được một tường thành bao quanh.

Biên giới của Phố cổ chủ yếu được hình thành bởi vòng đai phố cổ (Altstadtring). Ngoại lệ ở phía Bắc là quãng đường Galeriestraße - Odeonsplatz - Brienner Straße trong phạm vi vòng đai phố cổ và ở vùng Đông Nam khúc đường Müllerstraße-Rumfordstraße nằm ngoài vòng đai phố cổ. Phố cổ giáp với 4 khu phố, nguyên thủy là khúc tiếp nối của khu phố lịch sử ngoài bức tường thành: ở vùng Bắc Đông khu phố Lehel, trước đó còn được gọi là St.-Anna-Vorstadt hay khu vực Graggenau ngoài, ở vùng Đông Nam khu phố Isarvorstadt, trước đó còn được gọi khu vực Anger ngoài, ở vùng Tây Nam khu phố Ludwigsvorstadt, hay trước đó vùng Hacken ngoài, và ở vùng Bắc Tây khu phố Maxvorstadt, hay trước đó vùng Kreuzviertel ngoài.

## Lịch sử

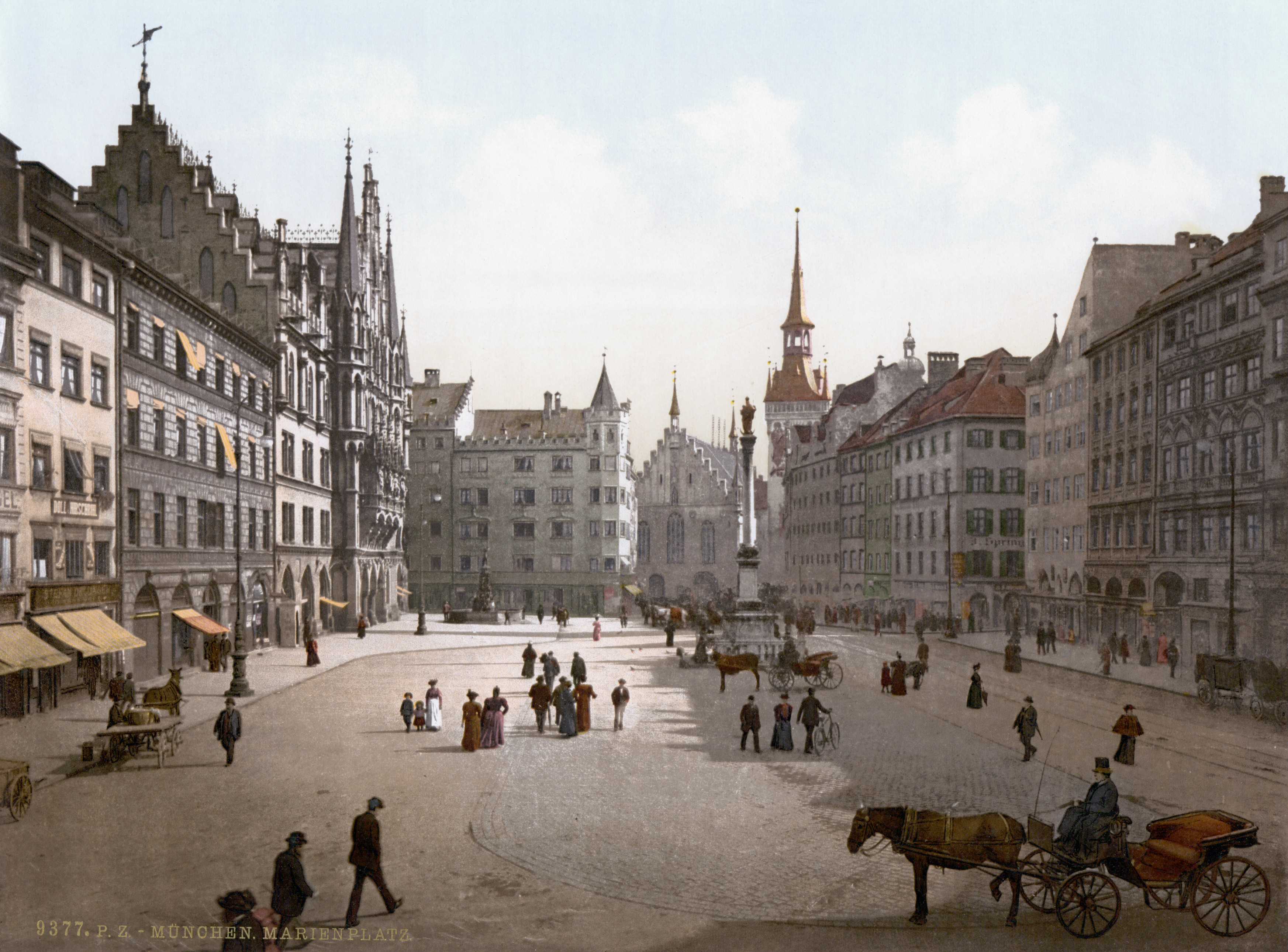
Marienplatz giữa 1890 và1899

Nằm ở trung tâm phố cổ là Marienplatz, theo lịch sử thì vào 14 tháng 6 1158 Heinrich Sư tử cho lập chợ ở đây. Vào năm 1255 München trở thành nơi cư trú của dòng họ Wittelsbach, 1506 thủ đô của công quốc sau khi Bayern thống nhất trở lại, 1806 thủ đô của vương quốc Bayern. Vai trò nơi cư trú của công tước và vua chúa đã ảnh hưởng lớn đến lịch sử và quang cảnh của München nhất là ở phía Bắc Phố cổ với Cung điện München (nơi cư ngụ của nhà vua), nhà thờ Theatiner và nhà hát opera Nationaltheater. Tòa thị chính mới tại Marienplatz, tiêu biểu cho sự tự trị của thành phố, chỉ có từ cuối thế kỷ 19.
Từ năm 1972 Phố cổ trở thành khu đi bộ.

## Sách báo
- Klaus Gallas: München. Von der welfischen Gründung Heinrichs des Löwen bis zur Gegenwart: Kunst, Kultur, Geschichte. DuMont, Köln 1979, ISBN 3-7701-1094-3 (DuMont-Dokumente: DuMont-Kunst-Reiseführer).
- Eva Graf, Richard Bauer (Hrsg.): Der Stadtfotograf. Georg Pettendorfers Ansichten von München 1895 - 1935; Das Stadtzentrum. Heinrich Hugendubel Verlag, München 1989, ISBN 3-88034-447-7.
- Helmuth Stahleder; Richard Bauer, Stadtarchiv München (Hrsg.): Chronik der Stadt München. Dölling und Galitz Verlag, München, 2005
  - Band 1: Herzogs- und Bürgerstadt. Die Jahre 1157 - 1505, ISBN 978-3-937904-10-8
  - Band 2: Belastungen und Bedrückungen. Die Jahre 1506 - 1705, ISBN 978-3-937904-11-5
  - Band 3: Erzwungener Glanz. Die Jahre 1706 - 1818, ISBN 978-3-937904-12-2
- Helmuth Stahleder: Haus- und Straßennamen der Münchner Altstadt. Hugendubel, München 1992, ISBN 3-88034-640-2.
- Helmuth Stahleder: Von Allach bis Zamilapark. Namen und historische Grunddaten zur Geschichte Münchens und seiner eingemeindeten Vororte. Hrsg. v. Stadtarchiv München. Buchendorfer Verlag, München 2001, ISBN 3-934036-46-5 (Online-Version).
- Petra Wucher, Tobias Lill: Münchens Neue Altstadt. lokal national international. MünchenVerlag, München 2009, ISBN 978-3-937090-38-2.
- Elfi Zuber (Hrsg.): Das Graggenauer Viertel. Institut Bavaricum München Elfi Zuber, München 1989.
- Elfi Zuber (Hrsg.): Das Kreuzviertel. Institut Bavaricum München Elfi Zuber, München 1987.
- Elfi Zuber (Hrsg.): Das Hackenviertel. 2. überarbeitete Auflage Auflage. Institut Bavaricum München Elfi Zuber, München 1986.
- Elfi Zuber (Hrsg.): Das Angerviertel. Institut Bavaricum München Elfi Zuber, München 1991.